# Hope (zespół muzyczny)

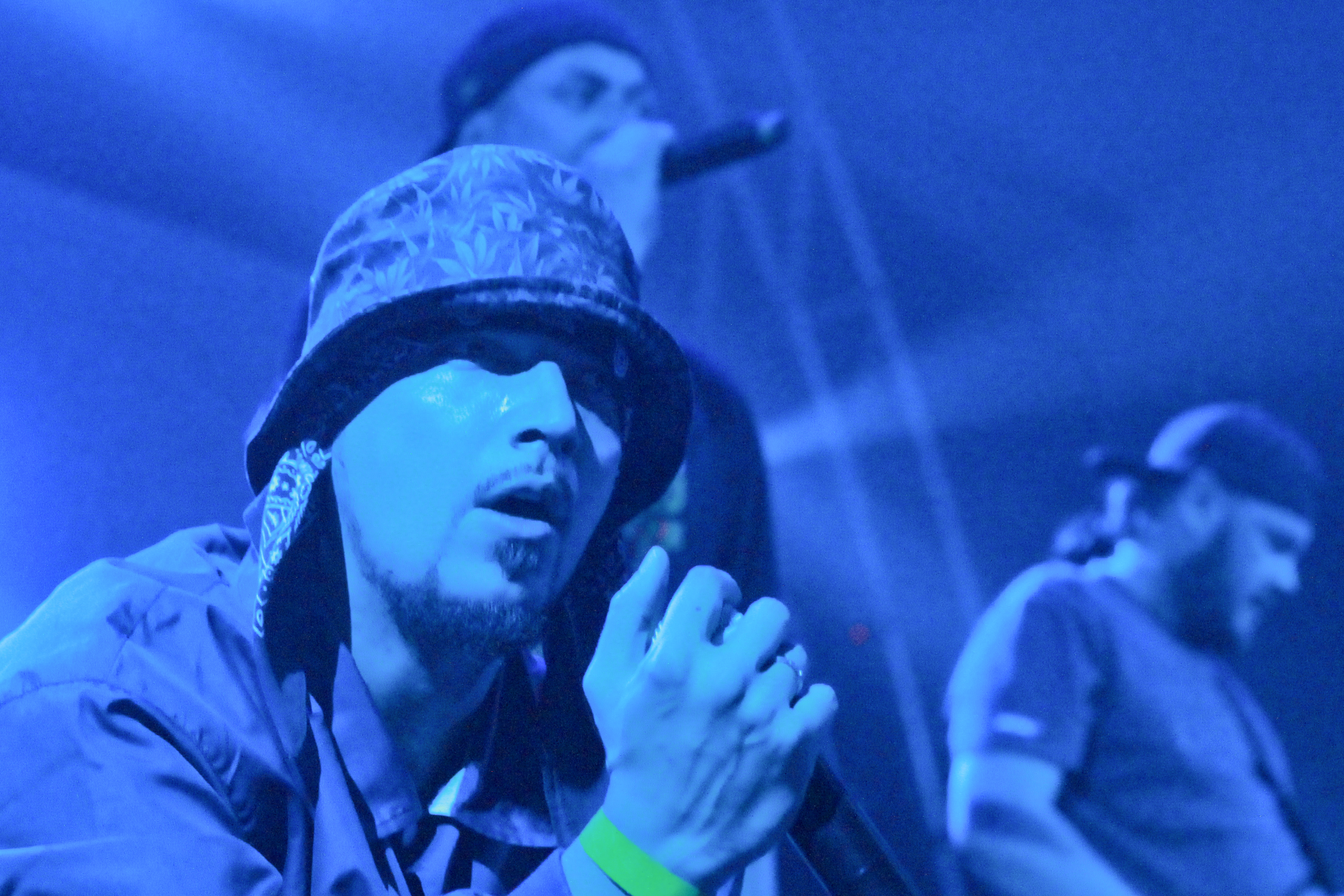
W Pokojowej Wiosce Kryszny na Przystanku Woodstock 2015

Hope – polski zespół muzyczny wykonujący rapcore i nu metal. Zespół został założony w 2006 roku przez Adiego, Zimę, GJP oraz Rojka. Następnie do zespołu dołączyli: Gnievo, Kroto, Hajcek, Muerte, Kosta, Łysy oraz Orski.

## Geneza nazwy i początki (2006 – 2008)
Nazwę zespołu zaproponował Adi – jak podają członkowie zespołu, nie znał on języka angielskiego oprócz trzech słów: love, beer i hope. Wybrano słowo „hope” (pol. nadzieja), ze względu na pozytywny przekaz. Hope od początku gra nu metal, inspirując się zespołami Korn i Limp Bizkit.
W 2006 roku Hope zajął trzecie miejsce na poznańskich juwenaliach oraz zdobył nagrodę publiczności na Przeglądzie Rockowym w Komornikach. W 2007 roku została nagrana płyta demo „When the Patience Ends” oraz teledysk „99to88”. W 2008 roku zespół ruszył z akcją promocyjną teledysku „Eye of the Tiger”, zrealizowanego we współpracy z dwukrotnym mistrzem Polski MMA Pawłem Jóźwiakiem.

## Od 2009 roku
W 2009 wygrali pierwszą edycję Przeglądu Muzyki Alternatywnej w Ustce. Rok później ukazał się debiutancki album Join The Gang.
W 2012 wystąpili na dużej scenie XVIII Przystanku Woodstock, a w 2013 na małej scenie XIX Przystanku Woodstock. W styczniu i lutym 2014 zarejestrowali ścieżki dźwiękowe na nową płytę w podwarszawskim Izabelinie pod okiem Andrzeja Puczyńskiego, miksem zajął się Sebastian Włodarczyk z Alvernia Studios, natomiast mastering został wykonany przez Stephena Marcussena w Hollywood. Album "da best of" został wydany 22 listopada 2014 roku nakładem Fonografiki.
W 2014 roku u boku Liroya wystąpili na Polsat Sopot Festival, gdzie raper wykonał swoje największe hity lat 90' w ich aranżacji.
W 2015 roku zagrali jako pierwszy polski zespół w historii jako support Limp Bizkit w Hali Wisły w Krakowie. W 2015 roku supportowali również Body Count z Ice-T oraz Suicidal Tendencies w Warszawie, a w 2018 roku (hed) P.E na dwóch koncertach we Wrocławiu i Poznaniu.
W 10. jubileuszowej edycji talent show „Must Be the Music. Tylko muzyka” zajęli drugie miejsce oraz otrzymali nagrodę specjalną od Polsatu.
Początek 2019 roku to wydanie nowego albumu „Name It”, który powstawał sukcesywnie przez cztery lata. Ścieżki dźwiękowe albumu zarejestrowano w dwóch studiach nagraniowych: Perlazza Studio oraz Karlin Studio. Miksowanie utworów, podobnie jak na poprzednim albumie „Da Best Of”, wykonał Sebastian Włodarczyk, który tym razem zajął się również masteringiem albumu. Premiera albumu „Name It” odbyła się 18 stycznia 2019 roku, nakładem Menago.art
6 sierpnia 2022 zmarł basista grupy, Krzysztof Rojek.

## Dyskografia
- When the Patience Ends (2007, minialbum)
- Join The Gang (2010)
- Da Best Of (2014)
- Name It (2019)